# George-Paul Mihail
George-Paul Mihail (n. 31 mai 1941, București) este pictor român, membru al Uniunii Artiștilor Plastici din România din 1968.

## Studii
- Institutul de Arte Plastice „N. Grigorescu”, București, 1965.

Maeștrii: Gheorghe Labin, Gheorghe Popescu, Paul Miracovici

## Experientǎ didacticǎ
- Liceul de Arte Plastice N. Tonitza 1966 – 1968 – profesor pictură
- Liceul Matei Basarab 1965 – 1967 – profesor desen
- Școala Populară de Artă București 1968 – 2003 – profesor picturǎ
- Premii numeroase la concursurile naționale ale Școlilor de Artă din București, Pitești, Brăila și Curtea de Argeș

## Activitate artisticǎ

### Expoziții personale în țară
- 1965 - Compoziție – mozaic – 3x5 m – Holul Institutului de Construcții – București
- 1970 - Pictură și gravură - Galeria „Galateea” București
- 1974 - Pictură și guașă – Muzeul de Artă din Botoșani
- 1975 - Pictură – Galeria „Simeza” – București
- 1980 - Pictură – Galeria „Simeza” – București
- 1982 - Pictură, guașă, desen – Galeria „Perla” – Mamaia
- 1983 - Pictură și guașă – Galeria „Orizont” – București
- 1988 - Pictură și guașă – Galeria „Simeza” – București
- 1991 - Pictură și guașă – Galeria „Simeza” – București
- 1999 - „Micul Paris” – Galeria „Orizont” – București
- 2002 - Pictură și guașă Sun Medair – București
- 2003 - Pictură și guașă Sun Medair – București
- 2003 - Pictură – Galeria „Apollo” – București
- 2004 - Acuarelă și desen – „Lumea împărțită la doi” – Galeria „Casa Vernescu”
- 2009 - Arce,Volute și Ogive – Bucharest Financial Plazza
- 2009 - Partituri arhitecturale - Acuarelă, desen - Cercul Militar Național - București
- 2009 - 24 sept. – 11 oct. “Memoria locului“ – Grafică – Galeria “Veroniki Art“
- 2011 - 16 mai – 2 iunie „Culoarea în mișcare” Pictură, grafică – Galeria Artelor – Cercul Militar Național – București
- 2012 - 7 martie – 3 aprilie – „Materie și mișcare” – Pictură, grafică – Galeria “Veroniki Art”
- 2014 - 12 - 28 mai  – „Dialog … cu motivul” – Acuarelă, pastel – Galeria Artelor – Cercul Militar Național – București

### Expoziții personale în străinătate
- 1980 - Pictură, guașă, desen – Munchen, Germania
- 1983 - Pictură, guașă, desen – Accademia di Romania, Roma, Italia
- 1991 - Pictură, guașă, desen – Uskudar sanat Gallerisi, Istanbul, Turcia
- 1994 - Pictură, guașă, desen – Accademia di Romania, Roma, Italia
- 2005 - Pictură – Arhitectura culorii – Istituto Romeno di Cultura e Ricerca Umanistica – Veneția, Italia
- 2006 - Acuarelă și desen „Arce, volute și … ogive” – Istituto Romeno di Cultura e  Ricerca Umanistica – Veneția, Italia

### Expoziții internaționale
- 1968 - „Tineri pictori români” – Varșovia, Polonia
- 1969 - „Muzica și artele plastice” – Cracovia, Polonia
- 1971 - „Expoziție de artă românească contemporană” – Calgary, Canada
- 1978 - „Expoziție de artă românească contemporană” – Viena, Austria
- 1980 - „Expoziție de artă plastică” – Voss, Norvegia
- 1981 - „Expoziție de artă românească contemporană” – Stuttgart, Germania
- 1991 - „Arta românească contemporană” – Drouot-Richelieu – Paris, Franța
- 1991 - „Expoziție de artă românească contemporană” – Galeria „Etudes” – Paris,Franța
- 1991 - „Expoziție de artă românească contemporană” – Malines, Belgia
- 1992 - „Expoziție de artă românească contemporană” – Denver, Colorado, USA
- 1993 - „Expoziție de artă românească contemporană” – Viena, Austria
- 1997 - Saloanele Moldovei – Bacău – Chișinău
- 1997 - A II-a Trienală Internațională de Grafică – Bitola, Macedonia (F.Y.R.O.M.)
- 1999 - Saloanele Moldovei – Bacău – Chișinău
- 2001 - Saloanele Moldovei – Bacău – Chișinău
- 2001 - T.I.A.V. – Târgul Internațional de Arte Vizuale, ed. a IV-a – Teatrul Național București
- 2002 - Saloanele Moldovei – Bacău – Chișinău
- 2002 - T.I.A.V. – Târgul Internațional de Arte Vizuale, ed. a V-a – Teatrul Național București
- 2003 - A II-a Bienală Internațională de desen „JOSEP AMAT”, Guixxol, Spania – Mențiunea specială a juriului pentru pastel
- 2003-2004 - A IX-a Bienală Internațională de Arte Plastice – Cairo, Egipt
- 2004 - Saloanele Moldovei – Bacău – Chișinău
- 2005 - A III-a Bienală Internațională de desen „JOSEP AMAT”, Spania
- 2005-2006 - Al XIII lea Festival Internațional de Artă Contemporană – Sanremo, Italia – Premiu al criticii de artă
- 2006 - Culorile Francofoniei – Palatul CEC – București
- 2006-2007 - Salonul Republican – Palatul Parlamentului României – Sala „Constantin Brâncuși”
- 2008 - Arte, Filosofia di vita – Galeria Pergola Arte – Florența, Italia, mai 2008
- 2008 - Arte in movimento – Galeria Pergola Arte – Florența, Italia, octombrie 2008
- 2009 - 17 – 23 iunie La Pergola Arte La Palazzo Medici – Florența, Italia
- 2010 - 17 – 24 aprilie – La magia del piccolo formato Galeria Pergola Arte – Florența, Italia
- 2012 - 16 dec. – Concursul „Lilly Brogi La Pergola Arte” ed. V - Florența, Italia Premiul Lilly Brogi La Pergola Arte pentru întreaga carieră artistică

### Expoziții colective în România
- 2008 - dec. 2008 – ian. 2009 Salonul de Artă Municipal București – Galeria  Apollo – T.N.B.
- 2009 - 15 sept. – 1 nov. “Ipostaze medievale“ –Pictură, grafică, sculptură, arte decorative  -  Palatul Voievodal  “Curtea veche“ - București

17 dec. 2009 – 6 ian. 2010 Bienala Șelari – Galeria Apollo – T.N.B.
21 dec. 2009 – 12 ian. 2010 Salonul Municipal București
- 2010 - 18 sept. – 30 sept „Arta și orașul” – Galeria „Căminul Artei” – București

13 sept. – 31 oct. – „Salonul Municipal de artă medievală” „Palatul voievodal „Curtea Veche”” – București
21 oct. – 15 nov. „Semne de apă” – Galeria „Piliuță” București
6 dec. 2010 – ian. 2011 -  „Salonul de iarnă” – Salonul Anual de Artă Plastică – Muzeul Municipiului București – Palatul Șuțu
- 2011 - Salonul Mic București - ediția a V-a – Fantasme – Galeria Căminul Artei București

20 sept. – 28 oct. 2011 - Arte în București – Galeria Căminul Artei București
2 dec. – 15 ian. 2012 – Salonul de iarnă – Salonul anual de artă plastică – Muzeul Municipiului București – Palatul Șuțu
- 2012 - 21 sept. – 04 oct. 2012 – „Arte în București” – Căminul Artei București

27 sept. – 11 nov. 2012 – „Grafica în pictura românească” – Muzeul Național Cotroceni, București
17 oct. – 25 nov. 2012 – Expoziția bienală „Ion Andreescu”, Ediția a VIII-a – Buzău
27 sept. – 02 dec. 2012 – „Artistul și Puterea – Ipostaze ale picturii românești în perioada 1950 – 1990” – Biblioteca Națională a României
13 dec. 2012 – 15 ian. 2013 – Salonul de iarnă – Salonul anual de artă plastică – Muzeul Municipiului București – Palatul Șuțu
- 2013 - 8 – 31 mai - Salonul Artelor „Temeiuri” ediția a IV-a, Sala Brâncuși, Palatul Parlamentului

12 sept. – 1 oct. – „Arte în București” – C.A.V., Căminul Artei București
05 dec. – 15 ian. 2014 – „Salonul de iarnă” – Salonul anual de artă plastică – Muzeul Municipiului București – Palatul Șuțu
- 2014 - 29 aprilie – 10 mai – „Salonul Mic” București – Ediția a VIII-a C.A.V. Galeria Căminul Artelor București

### PARTICIPĂRI  LA  MANIFESTĂRI  ARTISTICE  INTERNAȚIONALE
- 1980 - Voss Summer School – Tabăra Internațională Voss, Norvegia
- 1981 - Sejur de creație la invitația Uniunii artiștilor plastici din Norvegia – ATELIER – Nord – Oslo, Norvegia
- 1991 - Sejur de creație la invitația Uniunii artiștilor plastici din Istanbul – RESSEMLAR – DERNEGI – Istanbul, Turcia

## Burse și diplome
- 1971 Bursa „Internationes” – Bonn Bad – Godesberg, Germania
- 1981 Bursa Ministerului de Externe Norvegian
- 1991 Diploma primăriei Uskudar – Istanbul, Turcia
- 2003 A II-a Bienală Internațională de desen „JOSEP AMAT” – Spania – Mențiunea specială a juriului
- 2006 Diploma celui de al XIII-lea Festival de Artă Contemporană - Sanremo, Italia
- 2012 In 16 decembrie, premiul "Lylly Brogy la Pergola Arte " pentru intreaga cariera artistica - Concursul "Lylly Brogy la Pergola Arte ", Florenta, Italia
- 2014 Salonul Mic București C.A.V. - Premiul UAP din România

## Repere critice
„Energia picturii
 
Încă de la începutul activității sale, George-Paul Mihail a preferat două elemente esențiale ale expresiei: materia și mișcarea.
De-a lungul anilor, pictorul român și-a desfășurat întreaga sa carieră artistică din perspectiva acestor două elemente, experimentând noi tehnici, căutând noi teme de exprimare și studiind metode de contact cât mai nemijlocite și mai directe cu privitorul.
Rezultatul este o pictură puternică și viguroasă, rod al unei imperioase dorințe de comunicare și al unei nestăvilite nevoi de descărcare a tuturor tensiunilor interioare.
Tema principală a operei lui George-Paul Mihail este natura. De la natură pleacă pictorul pentru a-l călăuzi pe privitor de-a lungul unui parcurs la capătul căruia acesta realizează starea de instabilitate cosmică.

De aci conștiința existenței în univers atât a bucuriei cât și a tragicului, dar mai ales exigența de a surprinde cu penelul orice moment în care natura se manifestă prin explozia vieții. ”— Cristiano Felice, L'Umanità, 21 septembrie 1994
„George-Paul Mihail – un nume important al picturii românești actuale. Îndelung și variat parcursul său artistic, mereu fidel căutării și introspecției celei mai înalte a raporturilor pentru care modul său propriu de a delibera e unic, presupunând iscusință, perseverență și un înnăscut talent.

Astfel, artistul atinge abstracțiunea conceptului de pictură, menținând continuu prezent acel cifru artistic nativ, pe care exprimarea informală nu-l trădează.

Pentru nenumăratele sale rezultate artistice, George-Paul Mihail a fost invitat la „Palatul Correr“ din Veneția – sediul Institutului Cultural Român, la Accademia di Romania din Roma și, în sfârșit, la Galeria „La Pergola Arte“ din Florența. ”— Michael Musone, Catalogul anual al Galeriei „La Pergola Arte“, Florența, Italia, 2008